# Sunny Side up (永井真理子のアルバム)
『Sunny Side up』（サニー・サイド・アップ）は永井真理子14枚目のアルバム。

## 概要
自主レーベル第2弾。前作に続き永井とCoZZi夫婦による共作。

## 収録曲
- 作詞：永井真理子、作曲・編曲：CoZZi（特記以外）

1. Paper Plane
2. 空へつづく階段
3. ミエナイアシタ
4. Northbridge
5. BlueのVespaで
6. story（作曲：永井真理子・CoZZi）
7. TRAIN（作曲：永井真理子）
8. このこころ
9. fortune smile on me（作曲：Hiroyuki Fujino）
10. small history of love
11. ひかりの粒